# Cinecittà World
Cinecittà World is een attractiepark in Rome dat gelegen is op de terreinen van de filmstudio's van Cinecittà.
Het park bestaat uit 38 attracties die allen in het teken van de film staan. Het Italiaanse pretpark heeft 500 miljoen euro gekost en verschaft aan 2500 mensen werkgelegenheid.
In juli 2014 was het park, in handen van de Italian Entertaiment Group, uiteindelijk af en kon het geopend worden voor het publiek.

## Attracties
Cinnecittà World heeft verschillende attracties, hieronder de voornaamste in 2020:
- Indiana Adventure (voorheen: Erawan - The Lost Temple), vrije valtoren
- Altair – Back to Earth, achtbaan van Intamin AG
- Aktium –  La nascite dell'impero, waterachtbaan van MACK Rides
- Inferno (voorheen: Darkmare - Till the last circle), overdekte achtbaan van Intamin AG
- Velocità Luce, Indoor karting piste
- Jurassic War (voorheen: Cinecitram en Spacexpress), simulator
- Volarium – Il Cinema Volante, panoramavliegsimulator